# Высший совет народного хозяйства СССР
Вы́сший сове́т наро́дного хозя́йства СССР (сокр. ВСНХ СССР; ВСНХ Союза ССР) — орган управления народным хозяйством Союза Советских Социалистических Республик, действовавший в 1923—1932 и 1963—1965 годы.

## Высший совет народного хозяйства СССР (1923—1932)

### История
Впервые Высший совет народного хозяйства СССР (ВСНХ СССР) был образован в 1923 году. Его образование было предусмотрено Договором об образовании СССР. Будучи органом общехозяйственного регулирования, ВСНХ СССР в начале своей деятельности обладал широкими полномочиями. Однако по мере становления плановой экономики и усиления влияния других органов управления — в частности, Совета труда и обороны и государственной комиссии по планированию при нём — ВСНХ СССР постепенно превращался из универсального в специализированный орган управления и к концу своего существования фактически превратился в объединённый комиссариат промышленности. Помимо координирования и контролирования деятельности советов народного хозяйства (совнархозов) союзных республик, в непосредственном ведении ВСНХ СССР находились промышленные предприятия союзного значения, в то время, как промышленность республиканского и местного значения была передана в ведение вснх союзных и автономных республик и местных совнархозов. В ведении ВСНХ СССР находились высшие и средние технические учебные заведения СССР.

#### Период НЭП
В 1923—27 годы, в период новой экономической политики, ВСНХ осуществлял управление промышленностью на принципах хозрасчёта, когда основной хозяйственной единицей в экономической системе промышленности был хозрасчётный промышленный трест. В 1928 году ВСНХ СССР объединял около 80 трестов общесоюзного значения, более 100 трестов республиканского значения и около 400 трестов местного значения с общим числом рабочих и служащих 2,7 миллиона человек. ВСНХ устанавливал трестам план, проверял его выполнение и регулировал рост и движение основных фондов. Для руководства производственной деятельностью трестов в рамках ВСНХ было создано Центральное управление государственной промышленностью (ЦУГПром ВСНХ СССР), в рамках которого образованы отраслевые «директораты», а для экономического регулирования и планирования — Главное экономическое управление (ГЭУ ВСНХ СССР). Одной из функций ВСНХ того периода было контролирование государственных средств, вложенных в акционерные общества.

#### Свёртывание НЭП и индустриализация
Следуя курсу руководства коммунистической партии на свёртывания НЭПа, начиная с середины 1920-х годов ВСНХ СССР перестраивает свою деятельность, нацеливая её на централизацию планового управления, выдавливание частного капитала из промышленных предприятий, концентрацию производства и усиление отраслевого управления промышленностью. В это время повысилась роль главных управлений, особенно в металлургической и текстильной отраслях. Чтобы сконцентрировать все стадии производства в одних руках, в августе 1926 года был упразднён ЦУГПром. Вместо него созданы главки по управлению отраслями промышленности — Главтекстиль, Главлесбум, Главхим, Главсельпром, Главгортоп, Главвоенпром — и отраслевые комитеты. Летом 1928 года главки начали расчленяться на специализированные управления. К примеру, Главметалл был разделён на главные управления по чёрной металлургии, по добыче и обработке цветных металлов, машиностроения и металлообработки. Аналогичные меры намечались в отношении Главхима и в лесобумажной промышленности. В декабре этого же года пленум ВСНХ передал функции оперативного планирования главным управлениям, что окончательно подорвало роль синдикатов в управлении промышленностью. В результате этой политики к концу 1920-х годов местные совнархозы утратили свою значимость и были преобразованы в отделы исполкомов.
Деятельность ВСНХ СССР в последние годы своего существования была направлена на проведения в стране форсированной индустриализации, которая привела к необходимости специализации в государственном управлении промышленностью.
5 января 1932 года ВСНХ СССР был упразднен; вместо него сформированы три Народных комиссариата — основные предприятия перешли в подчинение Народного комиссариата тяжёлой промышленности СССР. Находившиеся в ведении ВСНХ СССР предприятия лёгкой, лесной и лесоперерабатывающей промышленности были переданы во вновь образованные комиссариаты легкой промышленности (Наркомлегпром) и лесной промышленности (Наркомлеспром).

### Структура и органы управления
В 1925 году структуру ВСНХ СССР составляли следующие органы:
- Председатель ВСНХ СССР
- Управления и комитеты по отраслям промышленности и отдельным видам промышленного хозяйства:
  - Главный масляный комитет «Главросмасло»
  - «Главметалл»
- Межотраслевые подразделения (по науке и технике, геологии, геодезии, издательство)
- Аппарат (инспекция, секретариат, административно-финансовое управление, бухгалтерия и проч.)

Высшим органом организации был пленум представителей советских и профсоюзных учреждений и организаций, который созывался 2-3 раза в год в составе около 100 человек. Функции постоянного исполнительного органа в промежутках между пленумами осуществлял президиум ВСНХ СССР из 17-20 человек во главе с председателем ВСНХ СССР, который обладал правами народного комиссара и по должности являлся членом Совета народных комиссаров СССР. Высшие совнархозы союзных республик повторяли структуру ВСНХ СССР.
В составе ВСНХ СССР в 1927 была создана военизированная охрана промышленных предприятий и государственных сооружений, которая была к 1933 году ликвидирована, а личный состав и имущество переданы в ведение ОГПУ. Руководил военизированной охраной ВСНХ СССР А. И. Селявкин. Штабной аппарат Главного управления военизированной охраны комплектовался опытными командирами и политработниками Красной Армии. Принцип организации охраны был принят армейский. В пределах границ армейских военных округов создавались штабы промышленных округов ВОХР, в подчинении которых находились полки, батальоны и отдельные роты. Для подготовки и переподготовки командно-начальствующих кадров стрелковых и пожарных частей ВОХР в Стрельне, под Ленинградом, была создана учебная база — Объединенные курсы (школа) усовершенствования командного состава.
Председатели ВСНХ СССР

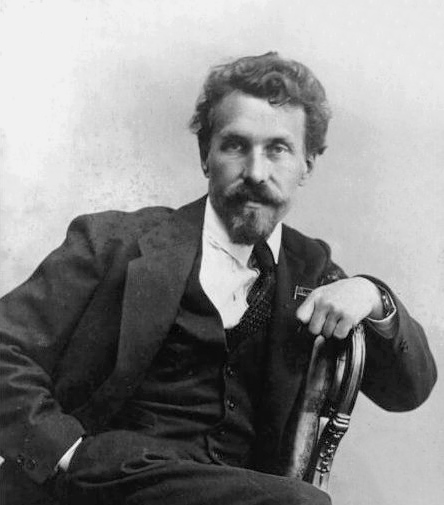
А. И. Рыков, первый председатель ВСНХ СССР (1923—1924)

- Рыков Алексей Иванович — 6 июля 1923 года — 2 февраля 1924 года
- Дзержинский Феликс Эдмундович — 2 февраля 1924 года — 20 июля 1926 года
- Куйбышев Валериан Владимирович — 5 августа 1926 года — 10 ноября 1930 года
- Орджоникидзе Григорий (Серго) Константинович — 10 ноября 1930 года — 5 января 1932 года

### Печатные органы
- «Торгово-промышленная газета» (с 1930 — «За индустриализацию») — ежедневный орган ВСНХ СССР и РСФСР.

### Научно-технические организации ВСНХ СССР
Индустриализация в СССР потребовала подготовки за период с 1930 по 1935 год около 435000 инженерно-технических специалистов, в то время как их число в 1929 году составляло 66000. В 1929 году в составе ВСНХ СССР создаётся Главное управление высших и средних технических учебных заведений (ГЛАВВТУЗ), руководитель которого является членом Президиума ВСНХ СССР. Начинается создание новых и реорганизация существующих высших и средних технических учебных заведений СССР. Первоначальный состав научно-технических организаций ВСНХ СССР приведён ниже:
- Институт механической обработки полезных ископаемых
- Институт Севера
- Химический институт имени Л. Я. Карпова
- Институт чистых химических реактивов (ИРЕА)
- Гос. институт прикладной химии (ГИПХ)
- Химико-фармацевтический институт
- Институт по удобрениям
- Институт силикатов
- Керамический институт
- Институт гражданских и промышленных сооружений
- Институт с.-х. механики
- Северокавказский (бывший Кубано-Черноморский) промышленный институт
- Центральный институт опытного табаковедения
- Текстильный институт
- Государственный экспериментальный электротехнический институт (ГЭЭИ)
- Центральная физико-техническая лаборатория в Ленинграде (ЦФТЛ)
- Нижегородская радиолаборатория имени В. И. Ленина
- Ленинградская экспериментальная электротехническая лаборатория (ЛЭЭЛ)
- Центральный аэрогидродинамический институт (НАГИ)
- Научный автомоторный институт (НАМИ)
- Ленинградская лаборатория тепловых двигателей
- Лаборатория гидравлических установок (ЛАГУ)
- Гос. бюро водопроводных и санитарно-технических сооружений
- Гос. картографический институт
- Главная палата мер и весов
- Комитет по делам изобретений

## Высший совет народного хозяйства Совета министров СССР (1963—1965)

### История
Созданная в ходе экономической реформы 1957 года система совнархозов, построенная по территориально-производственному принципу, не смогла решить возложенные на неё задачи увеличения промышленного производства и привела к разрушению отраслевых и межотраслевых экономических и производственных связей. Предпринятые в конце 1962 года шаги по укрупнению совнархозов также не принесли ожидаемых улучшений и привели высшее советское и партийное руководство СССР к заключению о необходимости централизации управления экономикой страны. В марте 1963 года был создан Высший совет народного хозяйства Совета министров СССР (ВСНХ СССР) в качестве «высшего государственного органа по руководству промышленностью и строительством в стране, облечённого всеми необходимыми правами и полномочиями для решения вопросов, связанных с работой промышленности и строительством, и обеспечения успешного выполнения государственных планов». Однако деятельность ВСНХ СССР по организации централизованного управления отраслями экономики в рамках существующей системы республиканских и местных совнархозов натолкнулась на трудноразрешимое противоречие между основной тенденцией отраслевого развития промышленности и системой территориального управления. В работе промышленности появились такие отрицательные явления как замедление темпов роста производства и производительности труда, снижение эффективности использования производственных фондов и капитальных вложений. Руководство отраслями промышленности оказалось раздробленным по многочисленным экономическим районам, нарушилось единство технической политики, научно-исследовательские организации оказались оторванными от производства, что стало тормозить разработку и внедрение новой техники. Неспособность ВСНХ СССР решить экономические проблемы страны привела высшее руководство СССР к выводу о необходимости ликвидации системы совнархозов и возвращения к ранее применяемой централизованной системы управления посредством отраслевых министерств и межотраслевых государственных комитетов. 2 октября 1965 года ВСНХ СССР был упразднен, а его отраслевые управления были преобразованы в союзно-республиканские и общесоюзные промышленные министерства. Вместе с союзным органом были ликвидированы совнархозы на всех других уровнях.

### Структура и органы управления
Председатели ВСНХ СССР
- Устинов Дмитрий Фёдорович — 13 марта 1963 года — 26 марта 1965 года.
- Новиков Владимир Николаевич — 26 марта 1965 года — 2 октября 1965 года.